# Расмус Відесгайм-Паул
Расмус Відесгайм-Паул (швед. Rasmus Wiedesheim-Paul, нар. 8 лютого 1999, Гальмстад, Швеція) — шведський футболіст, форвард клубу «Гальмстад». На умовах оренди грає за «Уддевольд».

## Кар'єра
Расмус Відесгайм-Паул народився у місті Гальмстад і є вихованцем місцевого клубу «Гальмстад». У 2016 році Расмус закінчив навчання у футбольній школі і дебютував в основній команді у турнірі Супереттан. Але наступні два сезони форвард провів в оренді у клубах з нижчих дивізіонів «Ландскруна» та «ІФК Вернаму». У 2019 році футболіст повернувся до складу «Гальмстада» і в тому сезоні став одним з кращих бомбардирів у Супереттан.
А в наступному році лідер норвезького футболу «Русенборг» запропонував Відесгайму контракт, розрахований до 2024 року.

## Особисте життя
Расмус є сином Гокана Свенссона — футбольного воротаря, відомого своїми виступами у клубах «Гальмстад» та АІК.